# Jokai (cràter)
Jókai és un cràter d'impacte en el planeta Mercuri de 93 km de diàmetre. Porta el nom de l'escriptor hongarès Mór Jókai (1825-1904), i el seu nom va ser aprovat per la Unió Astronòmica Internacional el 1979.